# Cordylomera delahayei
Cordylomera delahayei är en skalbaggsart som beskrevs av Karl Adlbauer 2006. Cordylomera delahayei ingår i släktet Cordylomera och familjen långhorningar.
Artens utbredningsområde är Gabon. Inga underarter finns listade i Catalogue of Life.